# Асланов Азі Ахад-огли
Асланов Азі Ахад-огли (Асланов Азі Ахадович; азерб. Həzi Əhəd oğlu Aslanov; 4 лютого 1910 — 25 січня 1945) — радянський військовик, гвардії генерал-майор танкових військ (13.03.1944), двічі Герой Радянського Союзу (22.12.1942, 21.06.1991 — посмертно) .

## Біографія
Народився 22 січня (4 лютого) 1910 року в місті Ленкорань Бакинської губернії (тепер — Азербайджан) в родині робітника. За національністю азербайджанець. Член ВКП(б) з 1937 року.
Освіта неповна середня. Трудову діяльність розпочав у 13 років чорноробом на Ленкоранській цегельній фабриці. У 1924 році вступив до Закавказької військової підготовчої школи в Баку, де провчився 5 років.
В лавах РСЧА з 1929 року. У 1931 році закінчив Ленінградську кавалерійську школу, направлений командиром взводу 15-го кавалерійського полку 3-ї Бесарабської кавалерійської дивізії Київського ВО (м. Бердичів).
Після закінчення КУКС в 1932 році призначений командиром танкового взводу 12-го автобронетанкового дивізіону 15-го кавалерійського полку.
З 1933 року — командир танкового взводу, танкової роти, начальник школи окремого танкового батальйону 2-ї стрілецької дивізії Київського ВО (м. Овруч, Житомирська область).
З травня 1938 року — помічник командира по стройовій частині і командир батальйону 3-го автотранспортного полку 4-го механізованого корпусу Київського ОВО (м. Київ).
Брав участь у приєднанні Західної України до СРСР у вересні 1939 року. Учасник радянсько-фінської війни 1939—1940 років.
З 1940 року — майор, командир автотранспортного батальйону 10-го мотострілецького полку 10-ї танкової дивізії Київського ОВО (м. Золочів, Львівська область).
Учасник німецько-радянської війни з червня 1941 року. У складі 10-ї танкової дивізії 15-го механізованого корпусу Південно-Західного фронту брав участь у прикордонних боях на Західній Україні, в обороні Києва.
З вересня 1941 року — заступник командира полку по технічній частині, брав участь в оборонних боях за Пирятин, Охтирку, Харків.
У грудні 1941 року відкликаний в резерв і в лютому 1942 року призначений заступником командира зі стройової частини 55-ї танкової бригади Кримського фронту з присвоєнням військового звання підполковник.
З липня 1942 року в складі 28-го танкового корпусу 4-ї танкової армії Сталінградського фронту 55-а танкова бригада брала участь у оборонних боях на підступах до Сталінграда.
З жовтня 1942 року — командир 55-го окремого танкового полку, сформованого із залишків 55-ї танкової бригади, в складі 2-ї гвардійської армії. Особливо відзначився під час Сталінградської битви.
З грудня 1942 року — командир 35-ї гвардійської танкової бригади, полковник (з січня 1943 року). Брав участь у Ростовській та Міуській наступальних операціях, в битві за Дніпро.
З грудня 1943 по квітень 1944 року навчався на Академічних курсах удосконалення командного складу при Військовій академії бронетанкових і механізованих військ РСЧА ім. Й. В. Сталіна. Після закінчення повернувся до своєї бригади.
13 березня 1944 року присвоєно військове звання генерал-майор танкових військ.
Під час проведення Білоруської наступальної операції, 35-а гвардійська танкова бригада 28 червня 1944 року форсувала річку Березину. Коли основні сили бригади загрузли на розбитих білоруських дорогах, генерал Асланов на бронетранспортері з батальйоном автоматників, при підтримці групи партизан, проникнув у ворожий тил і оволодів містом Плешениці, тим самим відкривши дорогу для наступу 3-му гвардійськову механізованому корпусу. За цей подвиг командуючий 3-м Білоруським фронтом генерал армії І. Д. Черняховський підписав представлення до повторного присвоєння звання Героя Радянського Союзу.
З липня 1944 року діяв у складі військ 1-го Прибалтійського фронту. Відзначився під час боїв за місто Шауляй, при форсуванні річки Західна Двина, під час блокування курляндського угруповання ворога.

Похорон А. Асланова в Баку

25 січня 1945 року отримав поранення грудної клітини й за кілька годин помер в евакошпиталі ЕГ-4396. Похований в місті Баку.

## Нагороди
Указом Президії Верховної Ради СРСР від 22 грудня 1942 року за успішне виконання завдань командування по оточенню ворожого угруповання в районі Сталінграда, підполковник Асланов Азі Ахадович удостоєний Героя Радянського Союзу з врученням ордена Леніна і медалі «Золота Зірка» (№ 727).
Указом Президії Верховної Ради СРСР від 21 червня 1991 року за мужність і героїзм, виявлені на фронтах Німецько-радянської війни, гвардії генерал-майор танкових військ Асланов Азі Ахад-огли посмертно нагороджений орденом Леніна й другою медаллю «Золота Зірка» (№ 128/II).
Нагороджений двома орденами Леніна (22.12.1942; 21.06.1991), трьома орденами Червоного Прапора (14.11.1943; 31.07.1944; 07.01.1945), орденами Суворова 2-го ступеня (22.07.1944), Олександра Невського (15.04.1943), Вітчизняної війни 1-го ступеня (27.01.1945), двома орденами Червоної Зірки (26.09.1942; 03.11.1944) й медалями.

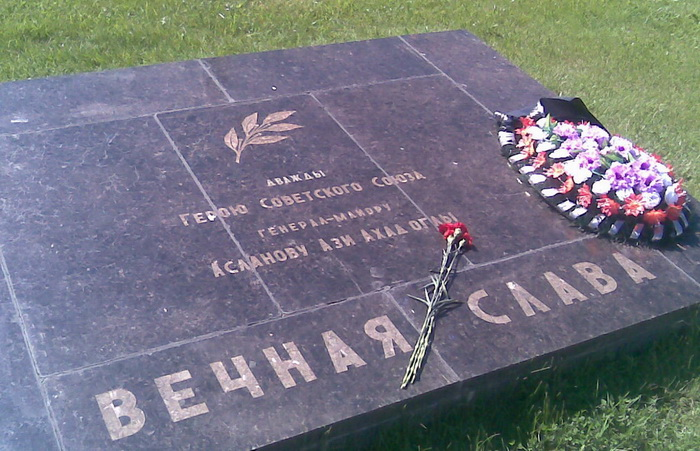
Меморіальна плита на Мамаєвому кургані

## Пам'ять
Азі Асланову встановлено пам'ятники в містах Баку (Нагорний парк), Ленкорань і Вілейка. Меморіальна плита з його ім'ям встановлена на Мамаєвому кургані у Волгограді. Ім'ям героя названо станцію Бакинського метро, вулицю у Волгограді, танкер.
За часів СРСР ім'я Азі Асланова носило Бакинське вище військове командне училище.
Є. Меєрович написав поему «Азі Асланов».